# Rafael Novoa
Rafael Ernesto Novoa Vargas (Bogotá, 31 de octubre de 1971) es un actor de cine, teatro y televisión colombiano.

## Biografía
Contó con su debut actoral en 1995, en la telenovela colombiana Flor de oro protagonizada por la actriz venezolana Ruddy Rodríguez. En ese mismo año realizó una audición para un papel en la telenovela colombiana Guajira, de 1996, en donde obtuvo el papel antagónico de la historia. En dicha novela tuvo la oportunidad de compartir créditos con los actores Guy Ecker y Sonya Smith. 
En 1997, Rafael consiguió su primer papel como protagonista en Las Juanas junto a Angie Cepeda. En 2003 se radicó temporalmente en Venezuela, contratado por Venevisión para protagonizar dos exitosas telenovelas: Cosita rica, con Fabiola Colmenares y Se solicita príncipe azul , con Gaby Espino.
En 2007, protagonizó junto a Marcela Mar la telenovela colombiana Pura Sangre, interpretando el personaje de Eduardo Montenegro. Posteriormente, trabajó con Fernando Colunga y Silvia Navarro en Mañana es para siempre (versión Mexicana de esta misma telenovela), donde hizo el papel de Miguel Lascuaraín. Luego de mucho tiempo volvió a ser antagonista en Las trampas del amor, en 2008 interpretando a Lorenzo Negret. 
En 2010 fue uno de los protagonistas de A corazón abierto. Luego de dos temporadas, viajó a Miami a mediados de 2011 para actuar junto a la actriz mexicana Blanca Soto en la producción de Univisión El Talismán. En 2013, se incorporó al elenco de la serie Alias el Mexicano  del Canal RCN, interpretando al Coronel Jaime Ramírez Gómez, policía antinarcóticos. En 2015, protagoniza la serie Sala de urgencias del Canal RCN.
En 2017 participó en la exitosa serie El señor de los cielos quinta temporada e interpretando a Raimundo Cabrera 'El Duro' transmitida en Telemundo / Argos (México)  
En 2021 protagonizó la serie española La templanza, interpretando a Mauro Larrea para Amazon Prime Video.
En 2022-2023 Interpretó A Miguel Cantú En La Telenovela Cabo (telenovela) Y Compartió Créditos Con Bárbara de Regil Y Matías Novoa
En 2024 Interpreta al personaje de Julio César en la telenovela El Ángel de Aurora, dónde comparte créditos con Natalia Esperón y Jorge Salinas.

## Filmografía

### Televisión
| Año       | Título                             | Personaje                         |
| --------- | ---------------------------------- | --------------------------------- |
| 1995      | Flor de oro                        | Antonio Erazo                     |
| 1995      | Candela                            | Santiago                          |
| 1996-1997 | Guajira                            | Felipe Uribe                      |
| 1997-1998 | Las Juanas                         | Rubén Calixto Salguero Cuadrado   |
| 1998-1999 | Carolina Barrantes                 | Luis Rivas Vasconcellos           |
| 1999-2000 | Divorciada                         | Guillermo Herrera                 |
| 2000-2001 | Traga maluca                       | Pedro Conde                       |
| 2002      | María Madrugada                    | Camilo Echeverry                  |
| 2003      | Sofía dame tiempo                  | Santiago Rodríguez Salazar        |
| 2003-2004 | Cosita rica                        | Diego Luján                       |
| 2004-2005 | Todos quieren con Marilyn          | Rafael Ruiz Restrepo              |
| 2005-2006 | Se solicita príncipe azul          | Ricardo Izaguirre                 |
| 2007-2008 | Pura sangre                        | Eduardo Montenegro / Marco Vieira |
| 2008-2009 | Mañana es para siempre             | Miguel Lascurain                  |
| 2009      | Las trampas del amor               | Lorenzo Negret                    |
| 2010-2011 | A corazón abierto                  | Dr. Andrés Guerra                 |
| 2011-2012 | El talismán                        | Pedro Ibarra                      |
| 2013-2014 | Alias el Mexicano                  | Coronel Jaime Ramírez Gómez       |
| 2015-2016 | Sala de urgencias                  | Dr. Diego Romero                  |
| 2016      | Bloque de búsqueda                 | Coronel Hernán Martín             |
| 2017      | El Señor de los Cielos             | Raimundo Cabrera 'El Duro'        |
| 2021      | La templanza                       | Mauro Larrea                      |
| 2022-2024 | Primate                            | Ramiro                            |
| 2022      | Amor en Navidad: Deliciosa Navidad | Máximo                            |
| 2022-2023 | Cabo                               | Miguel Cantú                      |
| 2023      | Tía Alison                         | Dr. Nicolas Leal                  |
| 2024      | Secuestro del vuelo 601            | Comandante Cabrera                |
| 2024-2025 | El ángel de Aurora                 | Julio César Rey                   |
| 2025      | Perfil falso                       | Jesús Franco                      |
| 2025      | Champeta, el ritmo de la Tierra    | Eduardo Vallejos                  |

### Reality
| Año  | Título               | Rol          |
| ---- | -------------------- | ------------ |
| 2018 | MasterChef Celebrity | Participante |

### Cine
| Año  | Título                   | Personaje       |
| ---- | ------------------------ | --------------- |
| 2005 | El silencio de los sapos | Cortometraje    |
| 2011 | Póker                    | Enrique Mendoza |
| 2013 | Climas                   | Fernando        |
| 2024 | Quiero que me mantengan  |                 |

### Teatro
| Año  | Título            | Personaje       |
| ---- | ----------------- | --------------- |
| 2015 | La Pu*a Enamorada | Diego Velásquez |
| 2023 | El Método         | Carlos          |

### Series web
| Año  | Título                 | Personaje    |
| ---- | ---------------------- | ------------ |
| 2015 | Son de tacón           | La Pirruri   |
| 2015 | Anónimo                | Anónimo      |
| 2016 | Alter ego              | Rafael Novoa |
| 2017 | Hipótesis de un crimen | Rafael Novoa |
| 2017 | Clonados               | Jhon Brayhan |

## Premios y nominaciones

### Premios India Catalina
| Año  | Categoría               | Telenovela o serie      | Resultado |
| ---- | ----------------------- | ----------------------- | --------- |
| 2017 | Mejor serie web         | Rafael Novoa Sin Filtro | Nominado  |
| 2016 | Mejor serie web         | Rafael Novoa Sin Filtro | Nominado  |
| 2009 | Mejor actor protagónico | Pura sangre             | Ganador   |
| 2002 | Mejor actor protagónico | Traga maluca            | Nominado  |

### Premios TV y Novelas
| Año  | Categoría                             | Telenovela o Serie | Resultado |
| ---- | ------------------------------------- | ------------------ | --------- |
| 2016 | Mejor actor protagónico de serie      | Sala de urgencias  | Nominado  |
| 2012 | Mejor actor protagónico de serie      | A corazón abierto  | Nominado  |
| 2008 | Mejor actor protagónico               | Pura Sangre        | Ganador   |
| 2008 | Personaje del Año                     | Pura Sangre        | Ganador   |
| 2003 | Mejor actor antagónico                | María Madrugada    | Ganador   |
| 1998 | Mejor actor protagónico de telenovela | Las Juanas         | Ganador   |

### Otros premios
- Palma de Oro a Mejor Actor Por su papel en Cosita rica.